# Leptokoenenia scurra
Leptokoenenia scurra är en spindeldjursart som beskrevs av Bruno Condé 1965. Leptokoenenia scurra ingår i släktet Leptokoenenia och familjen Eukoeneniidae. Inga underarter finns listade i Catalogue of Life.